# Marinens Flyvebaatfabrikk M.F.4
Marinens Flyvebaatfabrikk M.F.4 là một loại thủy phi cơ hai tầng cánh, do nhà máy Marinens Flyvebaatfabrikk chế tạo cho Cục Không quân Hải quân Hoàng gia Na Uy từ năm 1918. Nó được sử dụng làm máy bay huấn luyện trong biên chế Na Uy và phục vụ đến năm 1924 thì thải loại.

## Tính năng kỹ chiến thuật
Dữ liệu lấy từ 
Đặc điểm tổng quát
- Kíp lái: 2
- Chiều dài: 9,9 m ()
- Sải cánh: 15,6 m ()
- Chiều cao: 3,6 m ()
- Trọng lượng rỗng: 940 kg ()
- Trọng lượng có tải: 1.390 kg ()
- Động cơ: 1 × Renault/Scania-Vabis, 130/110 hp ()

 Hiệu suất bay 
- Vận tốc cực đại: 100 km/h
- Vận tốc hành trình: 80 km/h
- Tầm bay: 250 km ()
- Vận tốc lên cao: 0,83 m/s ()